# Elinor Ostrom
Vous lisez un « bon article » labellisé en 2018.
Pour les articles homonymes, voir Ostrom.
Elinor Ostrom, née le 7 août 1933 à Los Angeles (Californie) et morte le 12 juin 2012 à Bloomington (Indiana), est une politologue et économiste américaine. En octobre 2009, elle est la première femme à recevoir le Prix Nobel d'économie, avec Oliver Williamson, « pour son analyse de la gouvernance économique, et en particulier, des biens communs »,.
Ses travaux portent principalement sur la théorie de l'action collective et la gestion des biens communs ainsi que des biens publics, aussi bien matériels qu'immatériels. Ils s'inscrivent dans le cadre de la nouvelle économie institutionnelle. Elinor Ostrom a surtout travaillé sur la notion de dilemme social, c'est-à-dire les cas où la quête de l'intérêt personnel conduit à un résultat plus mauvais pour tous que celui résultant d'un autre type de comportement. Elle a surtout étudié la question du dilemme social dans le domaine des ressources communes : ressources hydrauliques, forêts, pêcheries, etc. Avant ses travaux, dans ces cas, seulement deux solutions étaient envisagées : l'État-Léviathan, qui impose le bien public, ou alors une définition stricte des droits de propriété individuelle. L'œuvre d'Ostrom tend à montrer qu'il existe un autre type de solutions, l'autogouvernement, dont elle définit les huit principes caractéristiques nécessaires à sa pérennité, ainsi que les deux éléments clés de son émergence : la réciprocité et la confiance.
Pour analyser les dilemmes sociaux, Ostrom met au point un cadre d'analyse, l'IAD (Institutional Analysis and Development), qui est rapidement recommandé par les institutions internationales. L'IAD repose sur la prise en compte des caractéristiques du monde physique environnant, sur celles de la communauté en proie au problème, sur les règles et normes en vigueur dans le champ de la situation d'action, ainsi que sur les interactions entre les acteurs. Les notions de normes, de règles et de droit occupent une place centrale dans sa pensée. Les normes sont des attributs de la communauté, les règles, au contraire, sont fixées de façon beaucoup plus consciente pour résoudre un dilemme social et servent de cadre à l'établissement de droits. Ostrom reprend la conception du droit de propriété en termes de faisceau de droits de John Rogers Commons et du réalisme juridique américain. D'une manière générale, Elinor et son époux Vincent Ostrom ont une vision décentralisée de la prise de décision qui remonte à leurs premières études sur les ressources en eaux et sur la gestion des aires urbaines : à la vision centralisée qui s'impose dans les années 1960 aux États-Unis, ils opposent une vision plus polycentrée — la polycentricité est un autre de leurs concepts-clés — avec interaction de multiples autorités non strictement hiérarchisées.
Les travaux d'Elinor Ostrom sont peu critiqués de son vivant. En effet, en soutenant — comme Herbert Simon — que la rationalité des individus est limitée et en refusant de penser que la maximisation de l'utilité est la seule forme de comportement rationnel, elle s'attire les sympathies des opposants au courant strictement néo-classique de l'économie. Par ailleurs, son refus de s'en remettre nécessairement à l'État dans les cas de dilemmes sociaux, la fait apprécier des disciples de Friedrich Hayek. Après son décès, toutefois, les travaux d'Ostrom commencent à être critiqués à la fois par les partisans de solutions par l'État, qui l'accusent de ne pas bien prendre en considération les problèmes politiques, et par ceux qui l'accusent de ne pas avoir bien compris la notion de droit de propriété.

## Biographie

### Jeunesse et études
Elinor Claire Awan, fille unique de la musicienne Leah Hopkins et du designer Adrian Awan, est née le 7 août 1933 à Los Angeles. Ses parents se séparent rapidement. Si Elinor vit principalement avec sa mère avec qui elle va à l'église protestante, elle passe souvent ses week-ends dans la famille de son père, d'origine juive ashkénaze,. Ayant grandi durant la période suivant la Grande Dépression dans une famille d'artisans divorcés qui n’ont ni l’un ni l’autre de diplôme universitaire, elle se considère alors comme une « fille pauvre »,. Excellente nageuse, elle enseigne la natation pour se procurer les fonds nécessaires à l'entrée dans une université.

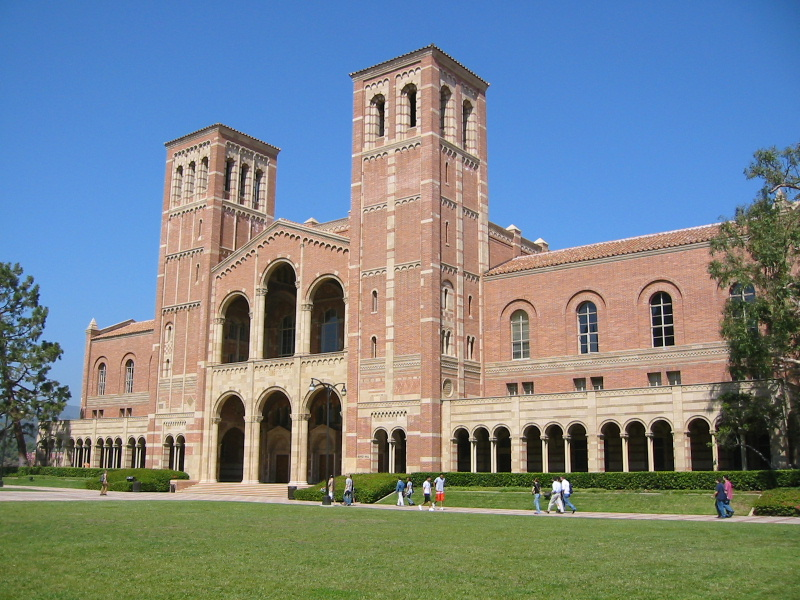
Le Royce Hall (1926) de l'UCLA, l'université dont Ostrom est diplômée.

Une partie de la scolarité d'Ostrom s'est déroulée à la Beverly Hills High School dont elle sort diplômée en 1951. Plus tard, elle considérera qu'elle a eu de la chance d'intégrer une école dotée d'un très haut standard d'admission. En effet, bien que personne dans sa famille n'ait fait d'études universitaires, comme 90 % des étudiants de son lycée qui vont à l'université, elle trouve normal de faire de même, malgré les doutes de sa mère. Ayant été durant ses années de jeunesse membre de groupes de débat, l'apprentissage des techniques de discussion lui a permis de réaliser qu'il y a toujours au moins deux façons de considérer les politiques publiques et qu’il faut être capable à la fois d’argumenter en faveur de chaque camp tout en pouvant critiquer l’autre,. Au lycée, parce qu'elle est une femme, on ne l'autorise pas à suivre des cours de trigonométrie.
Elle intègre l'université de Californie à Los Angeles (UCLA) où elle décroche, en 1954, un BA (Bachelor of arts) avec mention en science politique. Ayant suivi plusieurs sessions d'été et des cours supplémentaires, elle obtient son diplôme en trois ans sans avoir à s'endetter. Pour payer ses études, elle travaille à la bibliothèque, dans une librairie et dans un magasin bon marché. Elle se marie à un collègue d'études, Charles Scott, et travaille à General Radio à Cambridge (Massachusetts) tandis que son mari suit des cours de droit à l'université Harvard. Ils divorcent quand Ostrom envisage de faire un doctorat,. Après ses études à l'UCLA, elle a du mal à trouver un emploi, car les employeurs présument qu'elle cherche un métier d'enseignante ou de secrétaire. Après des cours par correspondance de sténodactylographie, utiles plus tard lors des interviews dans le cadre de ses projets de recherche, elle décroche un travail d'employée dans l'export. Un an après, elle devient assistante au service des ressources humaines d'une firme qui n'a jamais encore embauché de femmes dans un métier autre que celui de secrétaire. Ce travail lui donne l'envie de poursuivre ses études et de postuler comme assistante de recherche ainsi que de suivre un programme doctoral.
L'UCLA rejette sa demande d'admission à un doctorat en économie en raison de son manque de base en trigonométrie mais l'accepte dans la section science politique où elle obtient un MA (Master of Arts) en 1962. En 1963, elle se marie à Vincent Ostrom, un professeur de science politique, rencontré tandis qu'elle l'assistait dans une recherche sur des réserves phréatiques en Californie du Sud. En 1965, elle soutient une thèse en sciences politiques à l'UCLA portant sur la gestion d'une nappe aquifère californienne. La ressource connaissant des problèmes de surexploitation et d'infiltration d'eau de mer, les multiples utilisateurs sont confrontés à un problème d'action collective : chacun est incité à la « course au pompage » et l'absence de coordination entre les exploitants a mené à la surexploitation. Accueillant avec scepticisme les travaux de Garrett Hardin ou de Mancur Olson qui affirment que ces facteurs rendent quasi impossible la résolution du problème par un collectif, elle explique comment les différents exploitants sont parvenus malgré tout à trouver des solutions en recourant à des arènes de décision publiques (tribunaux) et privées (association d'usagers) afin de construire des accords pour réguler leur consommation et investir dans des solutions techniques de restauration des stocks d'eau douce.
En 1961, Vincent Ostrom, Charles Tiebout et Robert Warren publient The Organization of Government in Metropolitan Areas: A Theoretical Inquiry (« L'Organisation du gouvernement dans les régions métropolitaines : Une enquête théorique »), un article marquant qui annonce les principaux thèmes de recherche des Ostrom sur la polycentricité des décisions (centres de décisions multiples). Cet article aggrave le conflit avec le Bureau of Governmental Research de l'UCLA qui, au contraire, milite pour la centralisation des administrations des métropoles. Ce conflit pousse les Ostrom à quitter l'UCLA et à intégrer en 1965 l'université de l'Indiana à Bloomington dans l'Indiana, où Vincent, son mari, obtient un poste de professeur alors qu'elle-même est nommée professeure adjointe,.

### Carrière

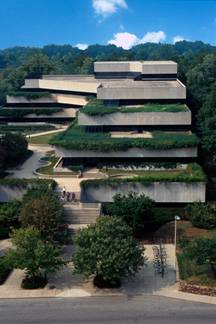
École des affaires publiques et environnementales de l'université de l'Indiana à Bloomington, où Ostrom a enseigné.

Elinor Ostrom est nommée professeure de sciences politiques en 1974. Elle sera directrice du département de 1980 à 1984, puis occupera la chaire de sciences politiques Arthur F. Bentley. En 1973, Ostrom et son mari fondent un atelier de travail, le Workshop in Political Theory and Policy Analysis, à l'université de l'Indiana qui servira de cadre à leur recherche. Ses années de travail sur le terrain l'ont conduite à penser que les êtres humains ne sont pas démunis et sans possibilité d'action face à des ressources en diminution. Si durant son doctorat elle a étudié les problèmes hydrauliques chez elle, en Californie du Sud, ses travaux de maturité porteront sur les forêts au Népal, les systèmes d'irrigation en Espagne, les villages de montagne au Japon, les pêcheries dans le Maine et en Indonésie, etc.… Les recherches qu'elle mène alors s'inscrivent dans des programmes qui mêlent sociologie, anthropologie et économie, qui nourriront son œuvre majeure publiée en 1990 : Governing the Commons (Gouvernance des biens communs).
En 1992, à la demande de l'Organisation des Nations unies pour l'alimentation et l'agriculture, elle étudie la ressource forestière dans le cadre du programme IFRI (International Forestry Ressources and Institutions). Elle crée aussi le Centre d'étude de la diversité institutionnelle à l'université d'État de l'Arizona. En examinant l'usage de l'action collective, de la confiance et de la coopération dans la gestion des ressources communes, elle développe une approche institutionalisée des politiques publiques connue sous le nom de Institutional analysis and development framework (IAD), souvent perçue comme une école séparée de la théorie des choix publics. Ostrom est l'auteure de nombreux livres dans les domaines de la théorie des organisations, de la science politique et de l'administration publique. Elle a été conseiller scientifique en chef du Conseil international pour la science. Elle est également impliquée dans la préparation du dialogue entre les prix Nobel sur le développement durable qui se tient les 17 et 18 juin, en marge de la Conférence des Nations unies sur le développement durable de 2012.
Lorsqu'elle reçoit le « prix Nobel d'économie » en 2009, Elinor Ostrom est professeure de sciences politiques à l'université de l'Indiana à Bloomington (États-Unis). Elle est aussi directrice du Center for the Study of Institutional Diversity à l'université d'État de l'Arizona. C'est la première femme à recevoir ce prix. Le fait qu'elle soit ainsi récompensée, alors que sa spécialité universitaire n'est pas formellement l'économie mais les sciences politiques, provoque quelques réactions de surprise.

### Mort
Durant les dernières années de sa vie, Elinor Ostrom continue d'écrire et de donner des conférences. Elle meurt à l'âge de 78 ans à l'hôpital de Bloomington des suites d'un cancer du pancréas diagnostiqué en octobre 2011,.
Elinor Ostrom aura été chercheuse jusqu'à la fin de la vie. Elle donne sa Hayek Lecture à l'Institute of Economic Affairs seulement onze semaines avant sa mort. Le jour précédant son décès, elle envoie encore des courriels aux coauteurs avec lesquels elle préparait des articles. Elle meurt le 12 juin 2012. Le jour même de sa mort, elle publie son dernier article « Green from the Grassroots »,. Le président de l'université de l'Indiana, Michael McRobbie, écrit alors : « le décès d'Elinor Ostrom représente la perte d'un trésor irremplaçable et magnifique pour l'université de l'Indiana ». Son mari Vincent meurt dix-sept jours plus tard d'un cancer. Il est alors âgé de 92 ans.

## Ostrom et la gouvernance des biens communs
Ostrom est principalement connue pour ses travaux portant sur la gestion collective des biens communs. Dans son livre le plus connu, Governing the Commons, la chercheuse critique les « fondements de l'analyse politique appliquée alors à de nombreuses ressources naturelles ». Elle expose également les expériences tant fructueuses qu'infructueuses de gouvernance des biens collectifs afin de construire à partir de l'expérience cumulée « de meilleurs outils intellectuels » destinés à tracer les capacités et les limites des collectivités autonomes à réguler de nombreux types de ressources.

### Les biens communs dans la classification d'Ostrom des biens
Paul Samuelson, en 1954, a différencié biens privés et biens publics. Les premiers réservés à ceux qui payent (biens exclusifs) sont des biens rivaux, c'est-à-dire qu'un seul peut les consommer une fois achetés. Les biens publics eux, sont à la fois non exclusifs (il est plus ou moins difficile d'empêcher quelqu'un qui ne paie pas de les consommer) et non rivaux (on peut les consommer à plusieurs). En 1965, James Buchanan ajoute un troisième type de biens : les biens de club, qui ne peuvent être consommés que par les membres d'une association ou d'un club.
En 1977, Vincent et Elinor Ostrom proposent d'ajouter un quatrième type de bien : les biens communs (common-pool resources) et plaident en faveur du remplacement du terme consommation rivale par soustractibilité de l'usage.
|                                                       | Forte soustractibilité de l'usage                                                            | Faible soustractibilité de l'usage |
| ----------------------------------------------------- | -------------------------------------------------------------------------------------------- | --- |
| Forte difficulté d'exclure un bénéficiaire potentiel  | Ressources communes (common-pool resources) : systèmes d'irrigation, pêcheries, forêts, etc. | Biens publics : paix et sécurité d'une communauté, défense nationale, connaissance, service contre les incendies, prévisions météo, etc. |
| Faible difficulté d'exclure un bénéficiaire potentiel | Biens privés : nourriture, vêtements, automobiles, etc.                                      | Biens à barrière à l'entrée : théâtres, clubs privés, centre de soins de jour, etc.                                                      |

### Ostrom face aux approches de la gestion des biens communs de son temps
Au début de sa carrière, trois modèles structurent l'approche des biens communs. L'approche de Garrett Hardin, exposée dans l'article « La Tragédie des biens communs » paru dans Science en 1968, soutient que, en économie "pure" (i.e. sans régulation collective), la rationalité économique doit a priori pousser des individus qui se partagent un bien en commun à le surexploiter. Puisque l'utilité et le profit sont individuels, alors que le coût est alors supporté par tous, son usage mène obligatoirement à une surexploitation de la ressource. Par exemple, des villageois qui ont librement accès à une pâture sont incités à la surexploiter : chacun a intérêt à y faire paître le plus grand nombre possible de bêtes, puisque le champ ne lui appartient pas et qu'il n'en supporte pas le coût d'entretien. Pour la plupart des économistes, la solution à cette « tragédie » passe soit par la création de droits individuels de propriété de manière que le coût soit payé par celui qui en tire profit, soit par la gestion des biens communs par la puissance publique. C'est la thèse de Mancur Olson exposée dans son livre de 1965 La Logique de l'action collective qui veut que les groupes n'agissent pas forcément dans l'intérêt commun dans de telles situations. De même, le modèle du dilemme du prisonnier, arrive au même paradoxe où « des stratégies rationnelles individuelles conduisent à des résultats irrationnels sur le plan collectif ». Pour ces économistes, ces situations dans lesquelles la règle est qu'il n'y a pas de règle limitante conduisent à deux types de prescription politique : celui où l'État-Léviathan force les individus à respecter le bien commun, et celui où la ressource doit être privatisée individuellement. Dans les deux cas, une seule solution « optimale » s'imposerait. Ostrom, au contraire, soutient qu'il n'y a pas un seul problème mais que chaque fois « il existe de nombreuses solutions face à de nombreux problèmes différents ». Si les problèmes sont différents c'est parce que le contexte et les caractéristiques des communautés les rendent chaque fois singuliers.

### Le défi que veut relever Ostrom dans son livre

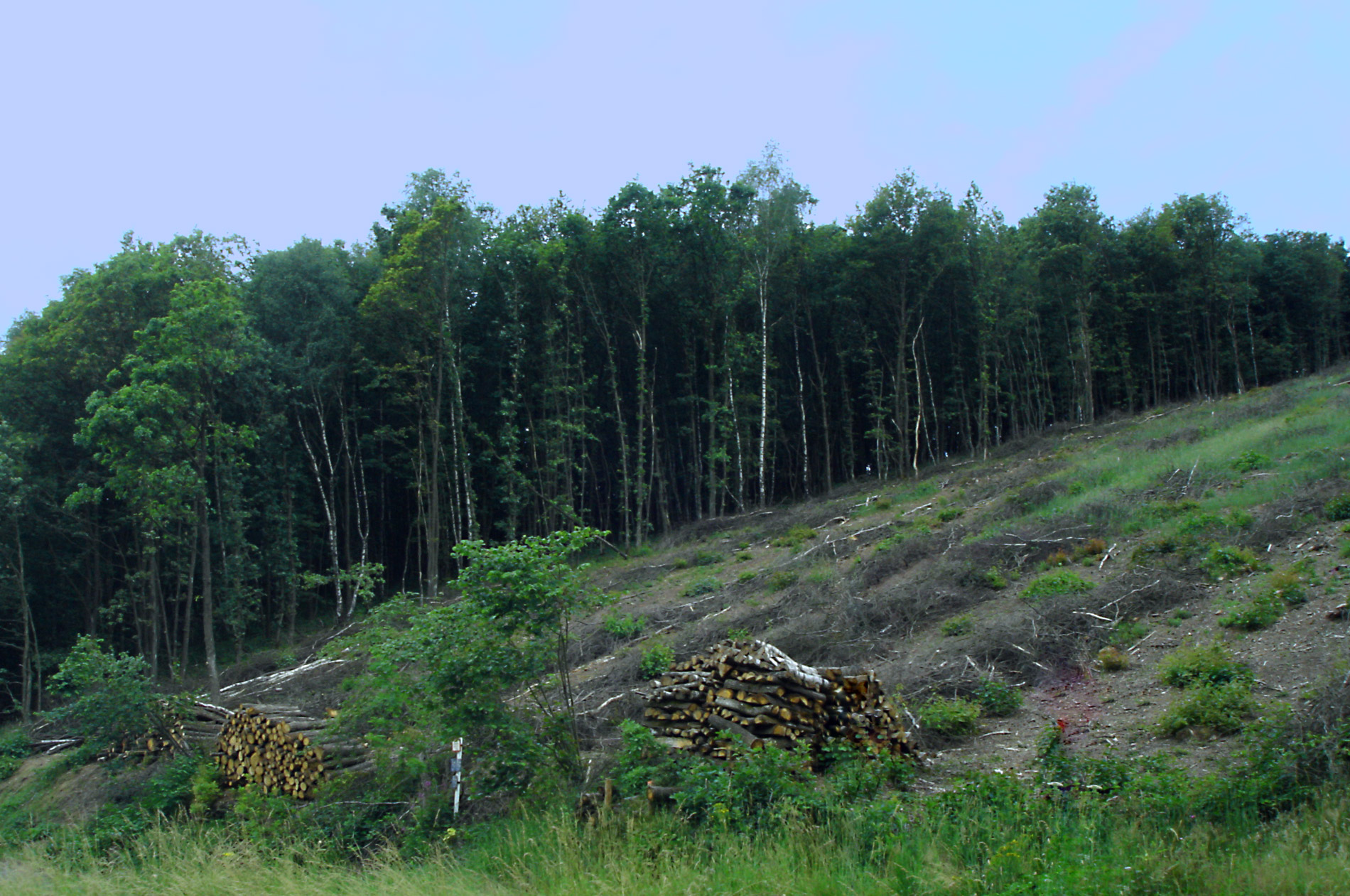
La forêt est une source de richesse, parfois surexploitée.

Ostrom veut « développer des théories d'organisation humaine fondées sur une évaluation réaliste des capacités et des limites humaines en termes de gestion d'une variété de situations qui partagent initialement certains des aspects ou tous les aspects d'une tragédie des biens communs ». Elle veut trouver « une théorie suffisamment précise de l'action collective par laquelle un groupe d'appropriateurs peut s'organiser volontairement pour conserver la valeur résiduelle de leurs propres efforts ». Dans Governing the Commons, Ostrom rend compte d'un travail de méta-analyse réalisé à partir de nombreuses études de cas portant sur des common-pool resources gérés de manière auto-organisés. En étudiant les succès, des situations où les appropriateurs ont conçu, appliqué, et fait respecter leurs propres règles d’usage et où le système de ressources et les institutions associées fonctionnent depuis longtemps (100 à 1 000 ans selon les cas), Ostrom cherche à identifier des facteurs de succès d'une auto-organisation collective.

### Les principes nécessaires à la gestion des biens communs par un groupe

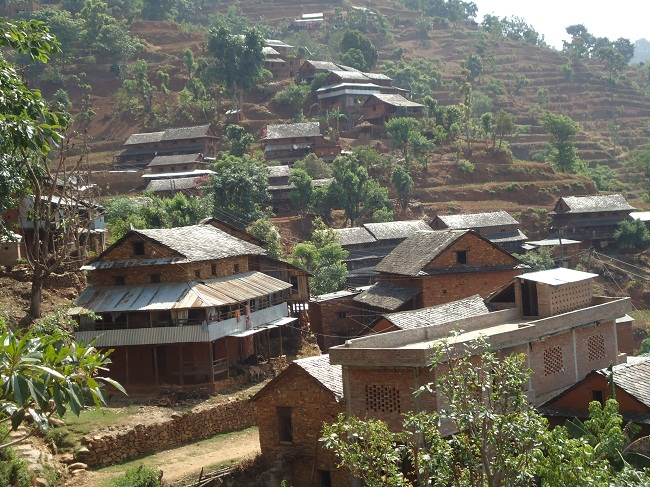
Ostrom a travaillé sur la gestion communautaire de la forêt au Népal (village népalais).

Dans sa recherche pour relever le défi défini plus haut, Ostrom identifie huit « principes de conception », ou conditions essentielles au succès de ces institutions. Elle reste toutefois prudente quant à la portée de ces principes, précisant que s'ils sont potentiellement nécessaires, ils ne sont pas forcément suffisants pour assurer la durabilité de la gouvernance.
Les huit principes caractéristiques des communautés pérennes (robust) de gestion de ressources communes (common-pool resources) identifiés par Ostrom sont les suivants :
1. définition claire de l'objet de la communauté et de ses membres[47]. Il s'agit d'un préalable sans lequel personne ne sait ce qui est géré ni par qui[48] ;
2. cohérence entre les règles relatives à la ressource commune et la nature de celle-ci[49]. Les règles d'exploitation et de mise à disposition doivent être claires et adaptées à la nature de la ressource partagée[50] ;
3. participation des utilisateurs à la modification des règles opérationnelles concernant la ressource commune[51]. La participation des utilisateurs permet d'assurer l'adaptation dans le temps de l'exploitation de la ressource et donc sa pérennité[52] ;
4. responsabilité des surveillants de l'exploitation de la ressource commune et du comportement de ses exploitants devant ces derniers[53] ;
5. graduation des sanctions pour non-respect des règles d'exploitation de la ressource commune[54]. Ostrom considère cet aspect comme le « nœud du problème » et observe des résultats « surprenants » : les communautés pérennes sont caractérisées d'une part par la non-intervention d'une instance gouvernementale extérieure pour sanctionner un mésusage des ressources communes et d'autre part par un niveau initialement faible de ces sanctions, ce qu'elle analyse, en faisant référence aux travaux de Margaret Levi, en termes de « conformation quasi volontaire », définie par cette dernière à partir de l'exemple de la taxation comme « volontaire dans la mesure où les électeurs paient [les impôts] parce qu'ils choisissent de le faire ; quasi volontaire parce qu'ils seront sanctionnés s'ils ne le font pas et qu'ils sont pris »[55] ; et par conséquent comme ne résultant ni de principes idéologiques ou moraux, ni d'une simple coercition, mais d'une « décision calculée se fondant sur la conduite des autres »[56]. Selon Ostrom, les sanctions ont d'abord pour objet le rappel de l'obligation de conformation aux règles, d'où leur degré initialement faible, adaptées à l'intention supposée du transgresseur de s'y conformer à nouveau[57] ;
6. accès rapide à des instances locales de résolution de conflits[58]. Selon Ostrom, les modèles théoriques de gouvernance sont fondés sur des règles sans ambiguïtés appliquées par des intervenants extérieurs omniscients. Mais, dans la réalité les règles sont toujours ambiguës. Aussi si on veut assurer une gestion des ressources pérennes, il convient d'établir une instance de résolution de conflits à faible coût d'accès[59] ;
7. la reconnaissance de l'auto-organisation par les autorités gouvernementales externes[60],[61] ;
8. organisation à plusieurs niveaux (multi-niveaux) des activités d'appropriation, d'approvisionnement, de surveillance, de mise en application des lois, de résolution des conflits et de gouvernance[62].

Les principes d'Ostrom ont été confirmés à de nombreuses reprises par des études sur les CPR (common-pool resources) et ont donc prouvé leur fiabilité. Les principales critiques concernant ces principes portent sur leur incomplétude. En effet, ils n'incluent pas des facteurs comme la taille et l'hétérogénéité des groupes d'utilisateurs ou les facteurs externes comme le régime de gouvernance à l'intérieur duquel les utilisateurs évoluent. Les facteurs externes, notamment l'intégration aux marchés ou l'intervention d'un État, peuvent en effet avoir des effets significatifs sur les communautés. Par extension, la question de la transposition de ces principes à des échelles plus larges est sujette à débat.

## Concepts clés

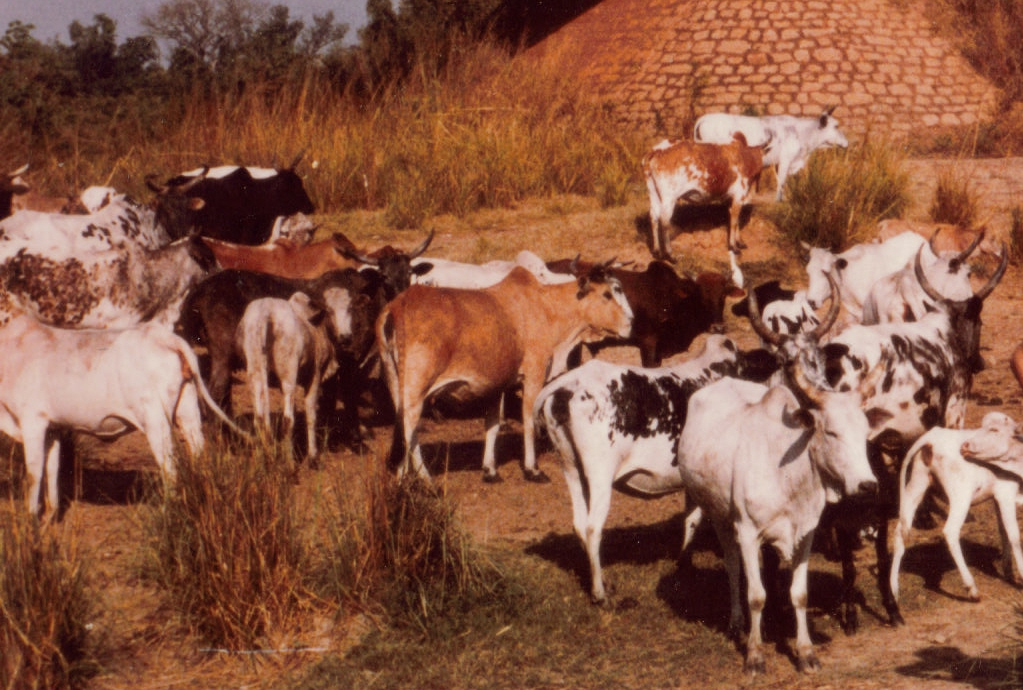
Troupeau de zébus au nord de la Côte d'Ivoire.

### Polycentricité
Le mot polycentricité a d'abord été utilisé par Vincent Ostrom dans un article qu'il a publié avec Charles Tiebout et Robert Warren en 1961. Le terme désigne alors le fait que, dans les zones urbaines des États-Unis, de multiples autorités interagissent sans qu'il n'existe une autorité finale qui supervise le tout. Le mot, selon Daniel H. Cole et Michael D. McGinnis, constitue un marqueur qui témoigne de la difficulté qu'ont les Ostrom à se confiner à une seule discipline. Selon eux, comprendre le fonctionnement d'un système polycentrique exige une approche pluridisciplinaire qui ne se limite pas au droit et à la politique. Elle doit inclure l'économie ainsi que les structures sociales, qu'elles soient formelles ou informelles. Pour les Ostrom, dans un ordre polycentrique, les savoir-faire des individus nécessaires à la participation à la gouvernance autonome viennent de et sont renforcés par les marchés, les votes à la majorité ainsi que par les institutions sociales et les pratiques culturelles. Pour Cole et McGinnis, « la polycentricité voit les marchés et la démocratie comme les composants d'un contexte institutionnel plus vaste, et fournit le support social nécessaire pour que ces process soient à la fois effectifs et soutenables ».
| « “Polycentric” connotes many centres of decision making that are formally independent of each other. Whether they actually function independently, or instead constitute an interdependent system of relations, is an empirical question in particular cases. To the extent that they take each other into account in competitive relationships, enter into various contractual and cooperative undertakings or have recourses to central mechanisms to resolve conflicts, the various political jurisdictions in a metropolitan area may function in a coherent manner with consistent and predictable patterns of interacting behaviour. To the extent that this is so, they may be said to function as a “system”. » | « “Polycentrique” s'applique à plusieurs centres de prises de décisions indépendants les uns des autres. Qu'ils agissent indépendamment, ou qu'ils constituent un système interdépendant de relations est une question empirique dépendante des cas particuliers. L'essentiel est qu'ils tiennent compte les uns des autres, que ce soit à travers des relations de compétition, des engagements contractuels ou encore qu'ils aient recours à des mécanismes centraux de résolution des conflits, de sorte que les différentes juridictions politiques d'une aire métropolitaine puissent fonctionner de façon cohérente avec des modèles de comportements consistants et prévisibles. C'est dans cette mesure qu'il peut être dit qu'elles fonctionnent comme un “système”. » |

### Ostrom et la théorie du choix rationnel

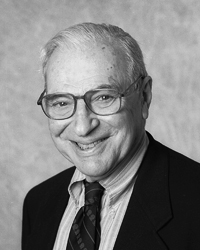
Kenneth Arrow, un des théoriciens du choix rationnel, « prix Nobel d'économie ».

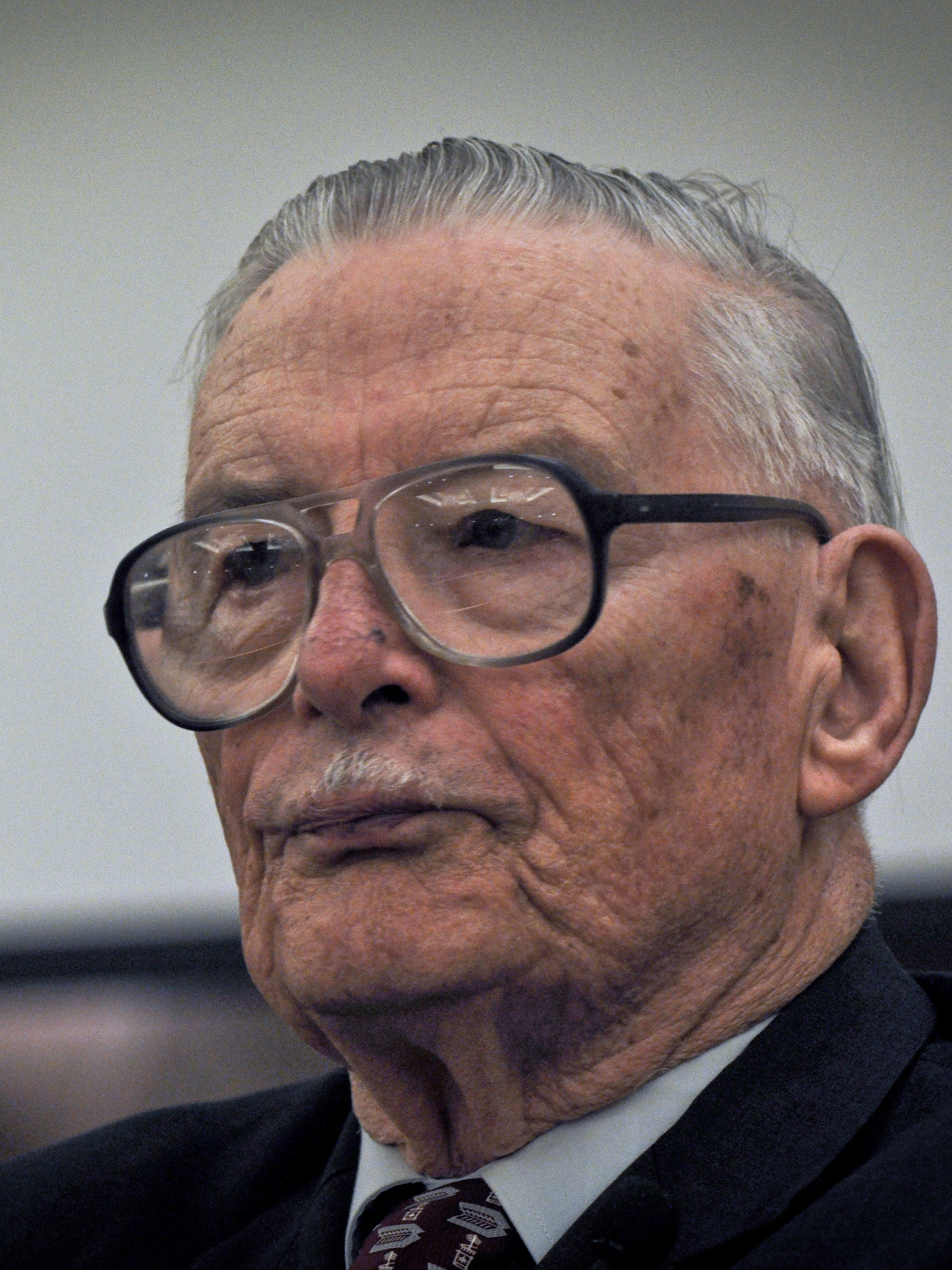
James M. Buchanan, un des fondateurs de la théorie du choix public, « prix Nobel d'économie ».

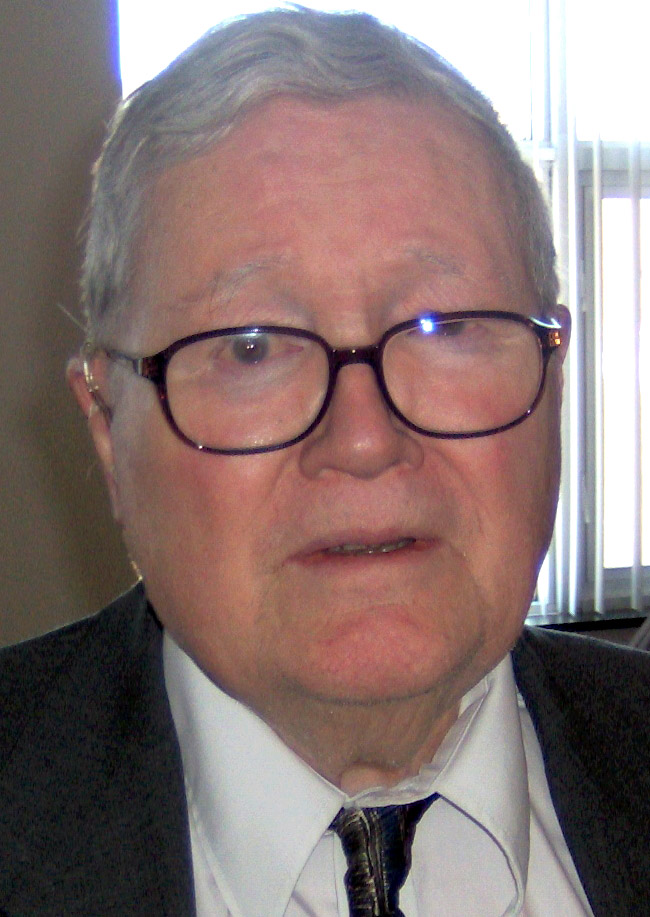
Gordon Tullock, cofondateur de la théorie du choix public, « prix Nobel d'économie ».

Selon Elinor Ostrom, les grands auteurs de la théorie du choix rationnel sont : Kenneth Arrow, notamment son livre de 1951 Social Choice and Individual Values, et son article de 1957 An Economic Theory of Political Action in a democracy, Mancur Olson, notamment son ouvrage de 1965 Logique de l'action collective, William (1962) ainsi que James M. Buchanan et Gordon Tullock (1962) et leur livre The Calculus of Consent: Logical Foundations of Constitutional Democracy.
Ostrom considère que la théorie de la décision rationnelle repose sur deux hypothèses : l'individualisme méthodologique et l'action intentionnelle. Si Ostrom accepte le postulat de la théorie du choix rationnel selon lequel les hommes sont égoïstes et cherchent leur intérêt, elle refuse l'idée selon laquelle ce serait leur seule motivation. Elle trouve le modèle de l'homme égoïste trop simpliste, Kiser et Ostrom (1982) notent à ce propos, « maximiser un simple but est une hypothèse extrêmement limitée concernant la manière de prise de décision de la nature humaine ». Comme Amartya Sen, elle soutient que égoïsme et opportunisme ne sont pas les seules manières d'exprimer la rationalité d'un individu. L'économie expérimentale montre au contraire que si des individus ont un comportement égoïste, d'autres font montre d'altruisme. Pour Ostrom, à la différence des utilitaristes et de la théorie du choix rationnel, les individus ne cherchent pas forcément à maximiser l'utilité en termes de biens matériels. Ils prennent aussi en compte des normes liées à des facteurs émotionnels : honneur, dignité, honte, sentiment de culpabilité. Selon Ostrom, ce sont les structures du marché plus qu'un supposé comportement rationnel qui conduisent à des décisions efficientes.
La première lauréate d'un « prix Nobel d'économie » considère également, à la différence des théoriciens classiques du choix rationnel, que les êtres humains sont dotés d'une rationalité limitée et que, pour prendre une décision, ils s'appuient principalement sur leur expérience ainsi que sur une culture partagée. À la différence des tenants de la théorie du choix rationnel également, chez Ostrom, les êtres humains ne disposent pas d'une information complète ne serait-ce que parce que leurs préférences ne peuvent jamais être complètement exprimées, dû à leur complexité. Pour elle donc, une théorie des choix rationnels doit se préoccuper de la façon dont les participants acquièrent, représentent et utilisent l'information, de la façon dont ils valorisent les résultats d'une action. Elle doit tenir compte du processus utilisé dans la sélection d'une action ou des actions sous contrainte de ressources disponibles limitées.

### La notion de dilemme social ou de piège social

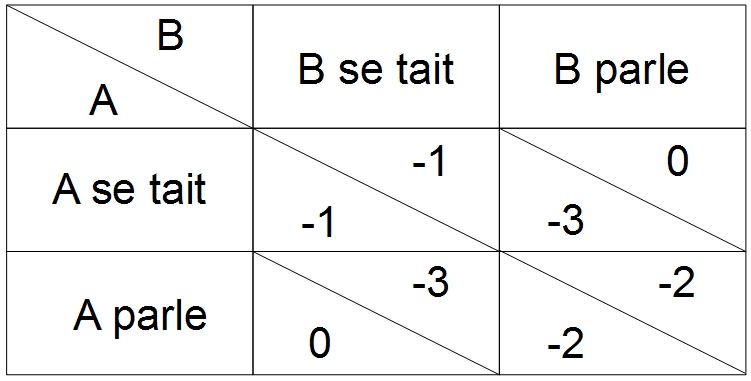
Matrice des gains du dilemme du prisonnier : deux suspects A et B reçoivent séparément la même offre des enquêteurs et leur peine dépend du fait qu'ils dénoncent ou pas leur complice. Si chacun poursuit son intérêt individuel, le résultat obtenu est moins bon qu'en coopérant.

Chez Ostrom, dans les situations de concurrence sur le marché des biens privés, il n'y a pas dilemme social. Il y a dilemme social quand la recherche de son intérêt personnel conduit « à des résultats qui sont plus mauvais pour tous que ce que permettraient d'autres comportements ». Dans ces cas pour elle, le dilemme du prisonnier que l'on trouve dans la théorie des jeux constitue une modélisation intéressante des comportements des acteurs. Selon Ostrom, trois hypothèses fondamentales de la théorie du choix rationnel expliquent la survenue des dilemmes sociaux : 1) la supposition que les individus connaissent immédiatement toutes les solutions possibles, 2) la supposition qu'ils peuvent anticiper ce que feront les autres et 3) la difficulté de classer les préférences individuelles. Ostrom comme Herbert Simon insiste sur le thème de l'« adaptation qui permet la mise en œuvre d'essais et d'erreurs qui favorisent la réflexivité vis-à-vis des situations passées » et la construction de connaissances nouvelles.

### Le modèle IAD et l'analyse multi-niveaux
Le modèle IAD (Institutional Analysis and Development) est conçu comme un cadre d'analyse qui permet de trouver des solutions dans les cas de dilemme social. Pour Arturo Lara, le modèle IAD est un cadre qui permet d'analyser des problèmes complexes en utilisant des outils relevant de disciplines diverses. Pour Holland et Sene, ce modèle n'est pas théorique. Il s'agit plus de formaliser une pratique apte « à guider les personnes en charge d'une évaluation ». Son usage a été recommandé par bien des organismes internationaux à partir des années 1990. Le modèle a été exposé une première fois en 1982 par Kiser L et Ostrom dans le livre Strategies of Political Inquiry puis plus explicitement dans le livre d'Ostrom, Gardner et Walker de 1994, Rules, Games, and Common Poll Research.

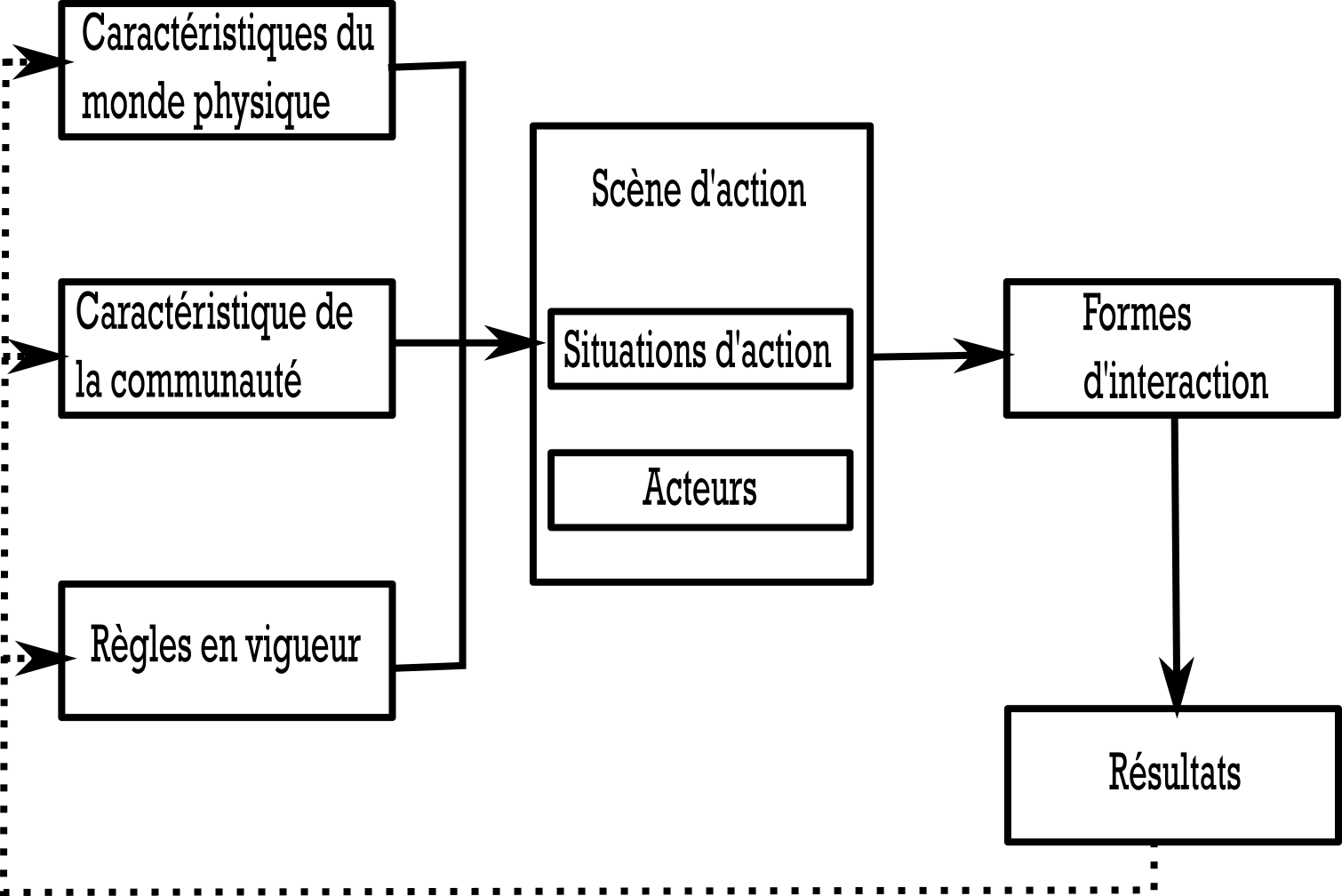
Modèle IAD (Ostrom, 1994 ; Holland et Sene, 2010)

Pour Ostrom, il s'agit d'abord de définir ce qu'elle nomme la scène d'action ou arène d'action (« action arena ») qui définira le lieu dans lequel le chercheur analyse les interactions des gens. Dans le cadre d'une organisation, il peut y avoir plusieurs arènes d'action et Ostrom insiste sur l'importance des liens horizontaux ou institutionnels (« c'est-à-dire des liens vus comme des rapports de coordination ou de compétition ») et verticaux c'est-dire les liens entre les divers niveaux d'analyse : niveau organisationnel, niveau de la décision et du choix et enfin, niveau constitutionnel. À l'intérieur d'une arène d'action, Ostrom distingue les situations d'actions et les acteurs. Une « situation d'action » (action situation) « s'analyse comme une interaction entre des acteurs qui ont certaines positions, des capacités d'action…, liées au degré de contrôle et aux informations dont ils disposent, aux conséquences vraisemblables de leurs actions et aux coûts et bénéfices attendus de ces conséquences »,. Une fois définies la situation d'action et les arènes d'action, on peut passer à l'étude pratique des cas à partir du modèle IAD. Pour ce faire doivent être analysés : le monde physique environnant, les caractéristiques de la communauté ainsi que les règles et normes qui régissent l'action.
| « The IAD framework is thus a general language about how rules, physical and material conditions, and attributes of community affect the structure of action arenas, the incentives that individuals face, and the resulting outcome (Ostrom, 1999) » | « La structure IAD constitue alors le code général sur la façon dont les lois, le monde physique et les conditions matérielles ainsi que les attributs de la communauté affectent la structure de la scène d'action, les incitations qu'ont les individus et le résultat. (Ostrom, 1999) » |

Réaliser des prédictions avec le modèle IAD exige que le théoricien :
| 1. characteristics of the actors involved including the model of human choice adopted by the theorist); 2. positions they hold (e.g., first mover or row player); 3. set of actions that actors can take at specific nodes in a decision tree; 4. amount of information available at a decision node; 5. outcomes that actors jointly affect; 6. set of functions that map actors and actions at decision nodes into intermediate or final out comes; and 7. benefits and costs assigned to the linkage of actions chosen and outcomes obtained. | 1. caractérise les acteurs impliqués et précise le modèle auquel il se réfère pour définir les choix des individus ; 2. précise la position des acteurs (exemple : premier entrant ou joueur de base) ; 3. précise les actions que peuvent prendre les acteurs aux nœuds spécifiques d'un arbre de décision ; 4. précise le niveau d'information disponible ; 5. précise quels résultats l'action conjointe des acteurs peut affecter ; 6. précise l'influence de l'ensemble des fonctions des acteurs et de leurs actions aux nœuds de décision sur les résultats intermédiaires et/ou finaux ; 7. procède à une analyse coût/bénéfice des actions choisie et précise les résultats obtenus. |

### Capital social, réciprocité et action collective
Pour Ostrom, le capital social est « un attribut des individus et de leurs relations qui améliore leur capacité à résoudre les problèmes d'action, ». Chez elle, le capital social se distingue du capital physique de quatre façons :

« * Le capital social ne s’érode pas à l’usage ; il a au contraire tendance à s’épanouir s’il est mobilisé convenablement, et à se détériorer rapidement faute d’être utilisé.
- Le capital social ne se laisse ni déceler ni mesurer aisément.
- Le capital social est difficile à construire par le biais d’interventions externes.
- Le capital social présente une efficacité maximale lorsqu’il est organisé en formes complémentaires à des niveaux multiples. »

Le capital social pour Ostrom repose sur la confiance et la réciprocité, « les réseaux et la participation civile » ainsi que sur le respect des règles et institutions formelles et informelles de l'action collective. La réciprocité est chez elle un élément clé pour dépasser et résoudre les dilemmes sociaux. Elle écrit à ce sujet :

« La réciprocité renvoie à une série de stratégies qui peuvent être utilisées dans les dilemmes sociaux. Elles impliquent (i) un effort d'identification des participants, (ii) une appréciation de la probabilité que les autres participants soient des coopérants conditionnels, (iii) une décision initiale de coopérer si les autres participants sont dignes de confiance, (iv) un refus de coopérer avec ceux qui ne font pas preuve de réciprocité, (v) la possibilité de punir ceux qui trahissent la confiance. Toutes les normes de réciprocité partagent des ingrédients communs qui permettent aux individus de réagir aux actions positives d'autrui positivement et aux actions négatives d'autrui négativement (traduction d'Issaurralde) »

## La théorie institutionnaliste d'Ostrom

### La place d'Ostrom dans les courants institutionnalistes

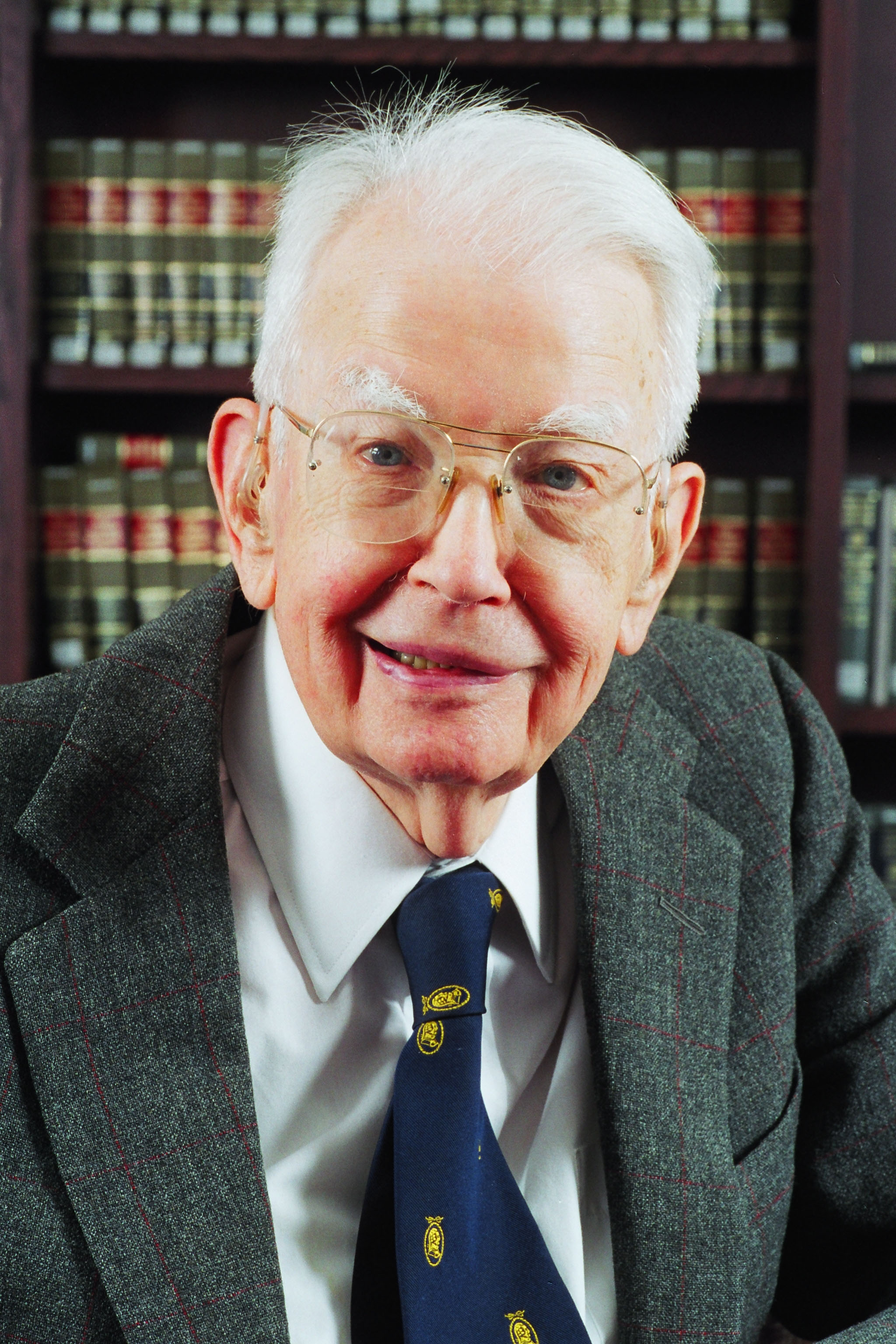
Ronald Coase en 2003. Prix Nobel d'économie. Photo prise à et par l'école de droit de l'université de Chicago.

La question s'est posée de savoir si Ostrom était proche de l'institutionnalisme américain classique ou du néo-institutionnalisme développé par Ronald Coase, Douglass North et Oliver Williamson. Par certains côtés, Ostrom est proche de l'institutionnalisme historique. Tel est le cas quand elle développe une analyse en termes de système et quand elle considère que l'individu est socialisé à travers des institutions. Par d'autres, au contraire, elle s'en éloigne.
Pour Weinstein (2013), c'est peut-être de Ronald Coase, qu'elle ne cite pourtant pas, qu'elle est le plus proche. Cette proximité porte surtout sur l'article de 1960 (sur les coûts sociaux) plutôt que sur l'article de 1937 (sur la théorie de la firme). Dans l'article de 1960 en effet, Coase veut « montrer que (contrairement aux anciennes analyses de l'économie du bien-être) face à une situation d'échec du marché et aux problèmes de coordination… l'intervention publique n'est pas nécessaire et qu'une libre négociation entre les parties concernées peut conduire à une solution satisfaisante, voire optimale » pour peu que les coûts de transaction soient faibles et que le droit de propriété ainsi que la liberté contractuelle soient bien acceptés. Cependant Ostrom ne considère pas que ces conditions sont spontanément réunies, et elle reprend par ailleurs des notions juridiques (la notion de propriété comme « faisceau de droits » ; bundle of rights) différentes de celle que développera la tradition coasienne.
Ostrom insiste moins que la nouvelle économie institutionnelle sur l'efficacité comparée des modes de gouvernance et notamment sur l'efficience. Dans les cinq critères d'évolution des institutions développés par Ostrom, seuls deux portent sur l'efficience qu'elle soit économique ou allocative, tandis que les trois autres critères portent sur des notions absentes du néo-institutionnalisme : l'adaptabilité (et la robustesse), l'équité et la conformité à la morale générale, ainsi que sur la responsabilité. De même, Chanteau et Labrousse (2013) notent que Ostrom (2010) ne cite pas Williamson mais Commons dans son allocution Nobel. Ils montrent que sa méthode empirique, son cadre d'analyse fondé sur des grammaires institutionnelles, sur les polycentricités, l'encastrement social des organisations telles des 'nested holons', et sa démarche systémique construisent, au fil des travaux d'Ostrom, un institutionnalisme méthodologique très heuristique et rompant avec le néo-institutionnalisme. En particulier, pour elle (2005), les institutions ne résultent pas d'un calcul économique pas plus qu'elles ne sont un cadre exogène s'imposant aux acteurs à partir duquel ils déploieraient leur rationalité.

### Institutions, niveaux imbriqués de règles et normes
Chez Ostrom, les institutions regroupent à la fois « les organisations et les règles utilisées pour structurer les modes d'interaction au sein des organisations, ». Pour elle, il existe trois niveaux de règles (rules en anglais). Les règles opérationnelles qui concernent le niveau quotidien de prise de décision ; le niveau des choix collectifs (c'est à ce niveau que sont adoptées les règles opérationnelles et que sont prises les décisions concernant l'activité et les résultats) ; le niveau constitutionnel où est défini qui pourra participer aux choix collectifs.
Chez Ostrom, les règles sont « des compréhensions partagées par les acteurs ayant trait à des prescriptions effectives, définissant quelles actions ou quels résultats [outcomes] sont requis, interdits ou permis »,. On peut distinguer chez elle sept règles :
1. de position ;
2. d'entrée/sortie ;
3. de choix ;
4. d'attribution du contrôle ;
5. d'information ;
6. de contribution et de redistribution ;
7. de cadrage et de ciblage.

Chez Ostrom, les normes sont des « attributs de la communauté » et, pour résoudre un dilemme social, il faut passer des normes à un « ensemble hiérarchisé de règles ».

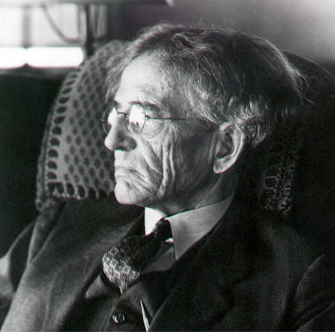
John Rogers Commons à son bureau à l'université du Wisconsin à Madison dans les années 1920.

### La propriété comme faisceau de droits
La notion de droit de propriété comme faisceau de droits (bundle of rights) a été développée par les juristes du réalisme juridique. Elle est proche de la notion de fonction sociale de la propriété développée en France par Léon Duguit. Le premier à avoir défini la propriété en termes de faisceaux de droits est John Rogers Commons dans son livre de 1893 intitulé The Distribution of Wealth. Il s'agissait pour lui de s'attaquer à deux piliers du laisser-faire : les lois naturelles du marché et le droit intangible et absolu de propriété. Commons écrit dans son livre précédemment cité : « la propriété n'est pas un droit absolu, mais un faisceau de droits. Les différents droits qui la composent peuvent être distribués entre les individus et la société, certains sont publics, d'autres privés, certains sont définis, d'autres restent à définir ».
Dans un article de 1992 coécrit avec Schlager et intitulé Property-Rights Regimes and Natural Resources : A Conceptual Analysis, Ostrom va selon Orsi opérer « un véritable renouveau de la notion de faisceau de droits ». Schlager et Ostrom décomposent le droit de propriété en cinq droits indépendants : « le droit d'accès, le droit de prélèvement, le droit de gestion, le droit d'exclure, le droit d'aliéner ». Les droits de gestion, d'exclure et d'aliéner font partie du niveau stratégique et relèvent des choix collectifs. Ce sont les détenteurs de ces droits qui participent à l'établissement des règles (rules en anglais). Ostrom et Schlager distinguent les droits et les règles. Les règles créent le cadre qui permet la production du droit, elles sont donc à un niveau supérieur à celui des droits.
Ostrom distingue quatre types de détenteurs de droit : les propriétaires, les propriétaires sans droit d'aliénation, les détenteurs de droits d'usage et de gestion et les utilisateurs autorisés. Les propriétaires possèdent l'ensemble des droits (accès et prélèvement, gestion, exclusion et aliénation). Les utilisateurs n'ont que les droits d'accès et de prélèvement.
|                                 | Propriétaire | Propriétaire sans droit d'aliénation | Détenteur de droits d'usage et de gestion | Utilisateur autorisé |
| ------------------------------- | ------------ | ------------------------------------ | ----------------------------------------- | -------------------- |
| 1. Droit d'accès et prélèvement | X            | X                                    | X                                         | X                    |
| 2. Droit de gestion             | X            | X                                    | X                                         |                      |
| 3. Droit d'exclusion            | X            | X                                    |                                           |                      |
| 4. Droit d'aliénation           | X            |                                      |                                           |                      |

## Applications des travaux d'Ostrom

### Les biens communs du savoir
Dans les années 1990, Ostrom s'est attachée à démontrer la spécificité des biens communs du savoir, qu'elle définit comme « biens non-rivaux », c'est-à-dire que l'utilisation par les uns de ceux-ci n'appauvrit pas le stock commun mais au contraire l'enrichit.

### L'économie sociale et solidaire
L'économie sociale et solidaire (ESS) considère qu'il existe une complémentarité entre action collective et action publique prise dans un contexte de participation des citoyens. De plus, elle conteste à la suite de Karl Polanyi le réductionnisme économique et politique qui reposerait sur la seule démocratie représentative. Ces aspirations à une plus forte participation des acteurs aux décisions politiques et économiques sont en ligne avec certaines des solutions d'Ostrom pour résoudre les dilemmes sociaux : action de délibération et d'apprentissage, confiance, réciprocité, etc. Toutefois alors que pour les tenants de l'économie sociale et solidaire, la réciprocité est « un principe d'intégration économique », chez Ostrom, il n'est qu'un des éléments qui permet de surmonter les dilemmes sociaux.

### L'étude de la production de services publics

Ostrom a travaillé sur le dilemme « Faut-il des services de police de grande taille pour réaliser des économies d'échelle ou garder une organisation plus proche des gens ? ».

Les premiers travaux de recherche d'Elinor Ostrom en tant que professeure portent sur les politiques publiques ; notamment sur la relation entre la taille ou la centralisation d'un service et la performance de celui-ci. Les chercheurs des années 1970 critiquaient la « fragmentation » des services publics métropolitains qu'ils supposaient inefficaces. Les partisans d'une « réforme métropolitaine » supposaient que réduire le nombre d'unités gouvernementales — notamment de polices — avait toujours un effet positif. Ostrom et ses étudiants (Roger Parks au premier chef) ont démontré que la corrélation entre la taille et l'efficacité dépend du type de bien produit : la construction d'infrastructure permet des économies d'échelles et peut donc être gérée par de grandes unités gouvernementales, alors que des activités de service sont plus efficaces lorsqu'elles sont organisées en petites unités.
Ostrom et ses étudiants, dans le cas des services de police, ont montré que les petites unités produisaient un meilleur service. En effet, elles étaient plus proches du terrain et pouvaient favoriser la coproduction du service avec les citoyens dont la participation (signalement d'activités suspectes, surveillance du voisinage…) améliorait l'efficacité globale.

### Le changement climatique et la prise en compte de l'environnement
Dans un article publié juste après sa mort, Elinor Ostrom aborde le problème du changement climatique en insistant sur l'importance d'adopter une approche multi-niveaux et d'éviter de se focaliser exclusivement sur le niveau politique mondial. Elle écrit : « réduire les émissions tout de suite est plus urgent que parvenir à un accord international sur le pourcentage précis de réduction des émissions, lequel risque fort de toute façon de n'être atteint que dans un lointain futur ». Elle s'oppose à l'attribution « à des pouvoirs publics régionaux, nationaux ou internationaux de la compétence exclusive » dans la fourniture de biens publics locaux et dans la gestion des ressources communes. Pour elle, en agissant de la sorte, on « prive les responsables locaux et les citoyens de l'autorité nécessaire à la résolution des problèmes locaux ». Elle soutient que la Conférence des Nations unies sur le droit de la mer, qui a adopté une telle attitude, a abouti à une surexploitation des mers. Selon son analyse, l'extension de la zone économique exclusive à 200 milles nautiques de la côte a conduit les gouvernements à subventionner la pêche nationale, ce qui a favorisé une surexploitation des océans. Pour Ostrom, une stratégie mise en œuvre seulement au plus haut niveau non seulement décourage les gens à agir, mais les empêche aussi de se sentir concernés. Il s'ensuit une perte de confiance générale qui encourage la tricherie.

Ostrom a travaillé sur la pêche en Indonésie (port de pêche de Labuan à Java).

## Distinctions et prix

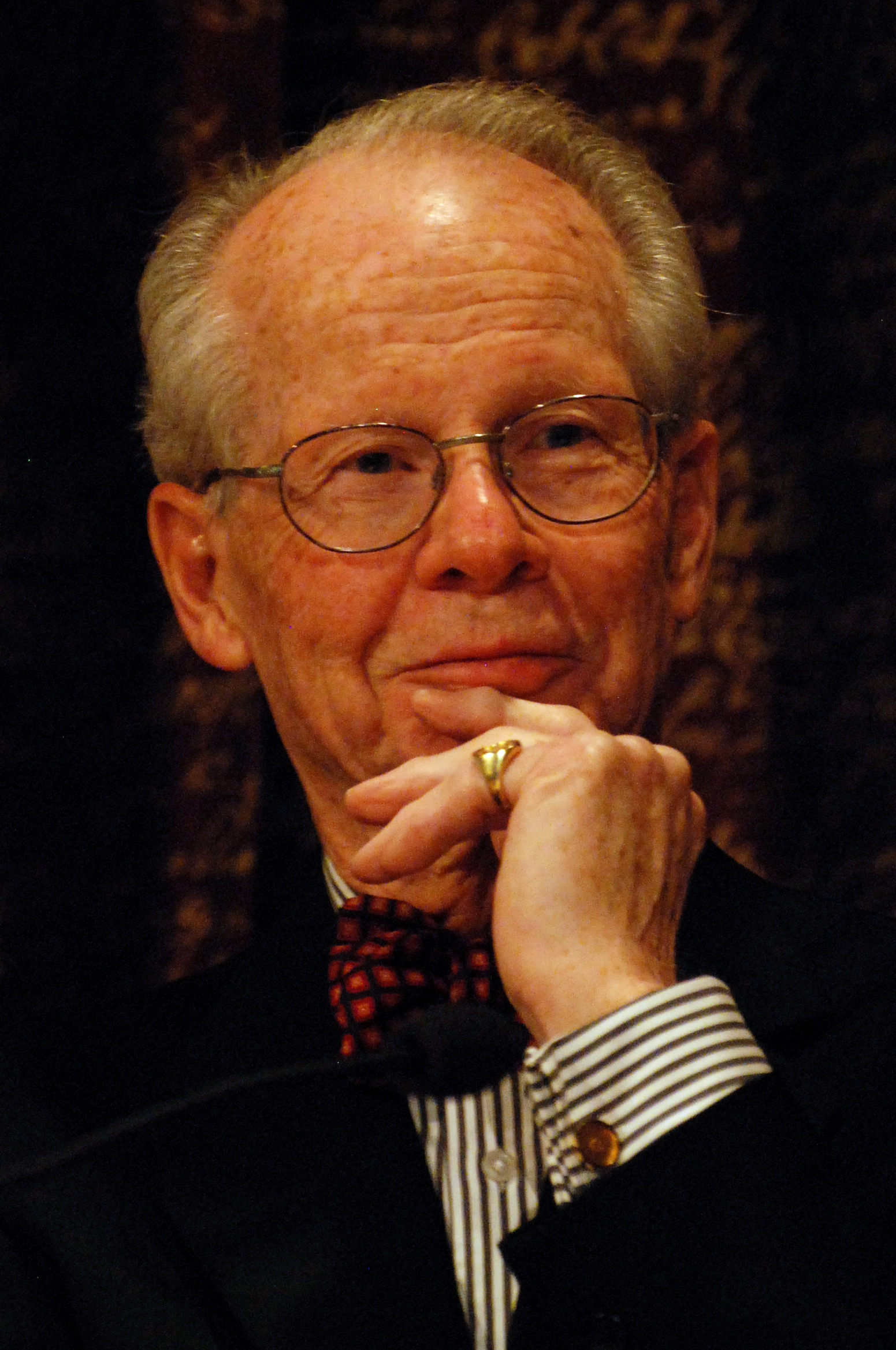
Oliver Williamson, l'autre prix Nobel de 2009.

### Distinctions
Elinor Ostrom a été membre de l'Académie américaine des sciences, présidente de l'American Political Science Association et de la Public Choice Society. En 1999, elle est la première femme à recevoir le prestigieux Johan Skytte Prize in Political Science.
Elle reçoit le prix Frank E. Seidman d'économie politique en 1998. L'article qu'elle présente à cette occasion, « The Comparative Study of Public Economies », est commenté notamment par Kenneth Arrow, Thomas Schelling et Amartya Sen. L'International Institute of Social Studies lui décerne un titre de membre honoraire en 2002. Elle reçoit en 2004, le John J. Carty Award for the Advancement of Science de l'Académie américaine des sciences et, en 2005, le James Madison Award de l’American Political Science Association. En 2008, elle devient la première femme à recevoir le prix William H. Riker de science politique. L'année suivante, elle reçoit le Tisch Civic Engagement Research Prize du Jonathan M. Tisch College of Citizenship and Public Service à l'université Tufts. La même année, elle devient doctor honoris causa de l'université norvégienne des sciences et technologie. En 2012, le magazine Time la cite comme l'une des cent personnes les plus influentes du monde.

### Prix de la Banque de Suède
En 2009, Elnor Ostrom est la première femme à recevoir le Prix de la Banque de Suède. L'Académie suédoise royale des sciences lui décerne ce prix pour « son analyse de la gouvernance économique » soutenant que son œuvre a démontré comment la propriété commune pouvait être bien gérée par les groupes qui l'utilisent. Elle partage avec Oliver Williamson les 10 millions de couronnes suédoises (990 000 euros, 1,44 million de dollars) du prix qu'ils ont obtenu pour leur travail sur la gouvernance économique. Comme elle l'a fait à l'occasion des autres prix, Elinor Ostrom donne l'argent reçu à son laboratoire pour aider à son financement,.

## Publications

### En anglais

#### Livres
- (en) Elinor Ostrom, Larry Schroeder et Susan Wynne, Institutional Incentives and Sustainable Development : Infrastructure Policies in Perspective, Oxford, Westview Press, 1993
- (en) Elinor Ostrom, James Walker et Roy Gardner, Rules, games, and common-pool resources, Ann Arbor, University of Michigan Press, 1994, 396 p. (ISBN 9780472065462, lire en ligne)
- (en) Elinor Ostrom et James Walker, Trust and reciprocity : interdisciplinary lessons from experimental research, New York, Russell Sage Foundation, 2003, 424 p. (ISBN 9780871546470)
- (en) Elinor Ostrom, Understanding institutional diversity, Princeton, Princeton University Press, 2005, 376 p. (ISBN 9780691122380)
- (en) Elinor Ostrom, Ravi Kanbur et Basudeb Guha-Khasnobis, Linking the formal and informal economy : concepts and policies, Oxford, Oxford University Press, 2007, 314 p. (ISBN 9780199237296)
- (en) Elinor Ostrom et Charlotte Hess, Understanding knowledge as a commons : from theory to practice, Cambridge, Massachusetts, MIT Press, 2007 (ISBN 9780262516037)

#### Chapitres de livres
- (en) L. Kiser et E. Ostrom, « The Three Worlds of Action, A Metatheoretical Synthesis of Institutional Approaches », dans Strategies of Political Inquiry (ed. Ostrom), Beverly Hills, Sage, 1982.
- (en) T. K. Ahn et E. Ostrom, « Social Capital and Collective Action », dans Handbook on Social Capital (ed. Dario Castiglione et al.), Oxford, Oxford University Press, 2008.
- (en) E. Ostrom, « Institutional rational choice : an assistant of the institutional analysis and development framework », dans Theories of the Policy Process (P.Sabatier (dir.)), Boulder CO., Westview Press, 2007.

#### Articles
- (en) Elinor Ostrom et Sue E. S. Crawford, « A grammar of institutions », American Political Science Association via JSOR, vol. 89, no 3,‎ septembre 1995, p. 582–600 (DOI 10.2307/2082975, lire en ligne)
- (en) Elinor Ostrom, « A behavioral approach to the rational choice theory of collective action: Presidential address, American Political Science Association, 1997 », American Political Science Association via JSTOR, vol. 92, no 1,‎ mars 1998, p. 1–22 (DOI 10.2307/2585925, lire en ligne).
- (en) Elinor Ostrom, « Beyond markets and states: polycentric governance of complex economic systems », American Economic Review, vol. 100, no 3,‎ juin 2010, p. 641–72 (DOI 10.1257/aer.100.3.641, lire en ligne) Pdf version.
- Elinor Ostrom, « Par-delà les marchés et les États : La gouvernance polycentrique des systèmes économiques complexes », Revue de l'OFCE,‎ octobre 2012, no 120, pp. 13–72, traduction Eloi Laurent. https://www.cairn.info/revue-de-l-ofce-2012-1-page-13.htm
- Elinor Ostrom, « Agir à plusieurs échelles pour faire face au changement climatique », The Solutions Journal,‎ octobre 2012
- (en) Elinor Ostrom, « Challenges and growth : the development of the interdisciplinary field of institutional analysis », Journal of Institutional Analysis, vol. 3, no 3,‎ décembre 2007.
- (en) Elinor Ostrom et X. Basurto, « Crafting analytical tools to study institutional change », Journal of Institutional Analysis, vol. 7,‎ 2011.

### Traductions en français
: document utilisé comme source pour la rédaction de cet article.
- Elinor Ostrom (trad. de l'anglais), La Gouvernance des biens communs : Pour une nouvelle approche des ressources naturelles [« Governing the Commons: The Evolution of Institutions for Collective Action »], Bruxelles/Paris, De Boeck, 2010, 300 p. (ISBN 978-2804161415).
- Elinor Ostrom et Eloi Laurent, « Par-delà les marchés et les États. La gouvernance polycentrique des systèmes économiques complexes », Revue de l'OFCE, no 120,‎ 2012, p. 13-72 (lire en ligne)
- Brondizio Eduardo S., Ostrom Elinor et Young Oran R, « Connectivité et gouvernance des systèmes socio-écologiques multiniveaux : le rôle du capital social », Management & Avenir, no 67,‎ juillet 2013, p. 108-140 (lire en ligne).
- Elinor Ostrom et Xavier Basurto, « Façonner des outils d’analyse pour étudier le changement institutionnel », Revue de la régulation, no 14, automne 2013  (ISSN 1957-7796), DOI 10.4000/regulation.10437, lire en ligne.